# Diamesa nigatana
Diamesa nigatana är en tvåvingeart som beskrevs av Tokunaga 1936. Diamesa nigatana ingår i släktet Diamesa och familjen fjädermyggor. Inga underarter finns listade i Catalogue of Life.